# Lasowe (obwód iwanofrankiwski)
Lasowe (ukr.  Лісова, pol. hist. Lasowe Głyje) – wieś na Ukrainie, w obwodzie iwanofrankiwskim, w rejonie rohatyńskim.